# منطقه ترناوا
منطقه ترناوا (به لاتین: Trnava Region) یک منطقه در کشور اسلواکی است که شهر ترناوا مرکز آن است.

## خصوصیات
منطقه ترناوا ۴٬۱۴۵٫۰۰ کیلومترمربع مساحت و ۵۵۴٬۷۴۱ نفر جمعیت دارد.